# Parafia św. Apostołów Piotra i Pawła w Krosinie
Parafia pw. św. Apostołów Piotra i Pawła w Krosinie – parafia należąca do dekanatu Połczyn-Zdrój, diecezji koszalińsko-kołobrzeskiej, metropolii szczecińsko-kamieńskiej. Została utworzona 1 czerwca 1951. Siedziba parafii mieści się przy ulicy Spacerowej 19.

## Miejsca święte

### Kościół parafialny
Kościół pw. św. Piotra i Pawła w Krosinie
Kościół parafialny został zbudowany w XVIII wieku. Poświęcony został w 1946 roku. 

### Kościoły filialne i kaplice
- Kościół pw. bł. Teresy Ledóchowskiej w Białowąsach
- Kościół pw. Narodzenia Najświętszej Maryi Panny w Kłodzinie
- Kościół pw. Niepokalanego Poczęcia Najświętszej Maryi Panny w Motarzynie
- Kościół pw. św. Antoniego w Sulikowie